# Hvardiiske, Iakîmivka
Hvardiiske (în ucraineană Гвардійське) este un sat în comuna Cervonoarmiiske din raionul Iakîmivka, regiunea Zaporijjea, Ucraina.

## Demografie
Componența lingvistică a localității Hvardiiske
     Rusă (60,61%)
     Ucraineană (39,39%)
Conform recensământului din 2001, majoritatea populației localității Hvardiiske era vorbitoare de rusă (60,61%), existând în minoritate și vorbitori de ucraineană (39,39%).